# Selección femenina de rugby 7 de El Salvador
La selección femenina de rugby 7 de El Salvador es el equipo femenino nacional de la modalidad de seven.

## Palmarés
- Subcampeón Seven Centroamericano Femenino: 2013

## Participación en copas

### Copa del Mundo
- No ha clasificado

### Serie Mundial
- No ha clasificado

### Juegos Olímpicos
- No ha clasificado

### Juegos Panamericanos
- No ha clasificado

### Juegos Deportivos Centroamericanos
- Managua 2017: 4.º puesto

### Centroamericano
- Concepción de la Unión 2013: 2.º puesto[2]
- Ciudad del Saber 2014: 3.º puesto
- San Salvador 2015: 4.º puesto
- Ciudad de Guatemala 2016: 3.º puesto
- San José 2017: 4.º puesto
- San José 2018: no participó

### Otros torneos
- Rainforest Rugby Seven´s 2014: 5.º puesto
- Copa Desafío Volaris 2019: 4.º puesto (último)